# عبد القادر قروج
عبد القادر قروج المدعو جيلالي (26 يوليو 1928 - 7 نوفمبر 2020)، هو سياسي ومناضل جزائري قاوم الاحتلال الفرنسي.
هو من مواليد 26 يوليو 1928 بتلمسان، التحق باكرا بالحزب الشيوعي الجزائري وناضل في صفوف منظمة جماعات الفلاحين في المنطقة حيث كان هؤلاء الفلاحون المناضلون في صفوف الحزب الشيوعي الجزائري من أوائل من التحقوا بالجبال سنة 1955 دون انتظار أوامر الحزب، حسب المؤرخ ريني غاليسو.
تزوج قروج الذي كان معلما بجاكلين نيتر سنة 1950 وهي معلمة ومناضلة  أصبحت لاحقا إحدى الوجوه النسوية البارزة في ثورة التحرير الجزائرية. ونُفي الزوجان قروج نحو فرنسا بقرار من حاكم وهران. وبعد الغاء هذا القرارعاد الزوجان إلى الجزائر قبل أن ينخرطا في صفوف مجموعة المحاربين من أجل  التحرير التي أنشأها الحزب الشيوعي الجزائري والتي اندمج أعضاؤها فيما بعد في صفوف جيش التحرير الوطني الجزائري بعد الاتفاق بين جبهة التحرير الوطني الجزائرية والحزب الشيوعي  الجزائري.
وبعد أن أصبح من الأعضاء النشطة لكوماندوس الجزائر الكبرى أُوقف عبد القادر قروج وعُذب ثم حُوكم في ديسمبر 1957 رفقة زوجته جاكلين حيث حكم عليهما بالإعدام.

## وفاته
توفي يوم السبت 7 نوفمبر 2020 عن عمر ناهز 92 سنة على إثر مرض عضال ودُفن بمقبرة العالية بالجزائر العاصمة يوم السبت بعد صلاة العصر.